# توماس لوف بيكوك
توماس لوف بيكوك (بالإنجليزية: Thomas Love Peacock)‏ (18 أكتوبر 1785 – 23 يناير 1866) كان روائيًا، وشاعرًا بريطانيًا ومسؤولًا في شركة الهند الشرقية. كان صديقًا مقربًا لبيرسي بيش شيلي وأثَّرا ببعضهما البعض. كتب بيكوك روايات ساخرة، لكلٍ منها نفس البيئة الأساسية: شخصيات الرواية جالسون حول طاولةٍ يُناقشون وينتقدون الآراء الفلسفية لزمنهم.

## الخلفية والتعليم
وُلد بيكوك في وايمث، دورست، وهو ابن سامويل بيكوك وزوجته سارة لوف، ابنة ثوماس لوف، الربان المتقاعد لبارجة حربية في البحرية الملكية. كان والده تاجر زجاج في لندن، وشريك السيد بيلات، والذي يُفترض أنه كان آبسلي بيلات (1763-1826). ذهب بيكوك إلى والدته للعيش مع عائلتها في تشيرستي عام 1791 وفي عام 1792 ذهب إلى مدرسةٍ كان يديرها جوزيف هاريس في إنجفيلد غرين حيث بقي لست سنوات ونصف.
توفي والد بيكوك عام 1794 في «ظروف سيئة» تاركًا مرتبًا سنويًا صغيرًا. وكانت أول قصيدة معروفةً لبيكوك مرثيةً لزميله في المدرسة كتبها في العاشرة من عمره وأُخرى عن عطلات منتصف الصيف الخاصة به والتي كُتبها في سن الثالثة عشر. وفي ذلك الوقت من عام 1798 أُخرج بشكل مفاجئ من المدرسة وأصبح يتعلم ذاتيًا بشكل كامل منذ ذلك الحين.

## مهنته الأولى وسفره
في فبراير 1800، أصبح بيكوك كاتبًا في شركة لودلو فريسر، الذين كانوا تجارًا في مدينة لندن. عاش مع والدته في مقر الشركة في شارع 4 إينجل كورت ثروغمورتون. فاز بالجائزة الحادية عشر من المنثلي بريسيبتور لإجابته ببيت شعري على سؤال «هل تتطور دراسة التاريخ أكثر أم دراسة السير الشخصية؟» ساهم كذلك في «ذي جوفينايل لايبراري»، وهي مدرسةٌ للشباب حفَّزت مسابقاتها التنافس لدى العديد من الصبية الآخرين ومن ضمنهم لي هانت، ودي كوينسي، ودبليو. جاي. فوكس. بدأ بزيارة غرفة القراءة في المتحف البريطاني واستمر بذلك لسنوات عديدة، ودرس بمواظبةٍ أفضل الأدب باليونانية، واللاتينية، والفرنسية، والإيطالية. نشر في عام 1804 و1806 مجلدين من الشعر، رهبان سانت مارك وبالميرا. طُبع بعضٌ من مؤلفات بيكوك في صغره بواسطة السير هنري كول.
ترك بيكوك وظيفته في المدينة في حوالي العام 1806 وقام خلال تلك السنة بجولة فردية على الأقدام في إسكتلندا. نفذ المرتب السنوي الذي تركه له والده في أكتوبر 1806. عاد عام 1807 ليعيش في منزل والدته في تشيرتسي. كان مخطوبًا لفترة وجيزة لفاني فولكنر، لكن الخطوبة فُسخت بسبب تدخل أقربائها. اعتقد أصدقائه، وكما كان يُلمح هو، أن من الخطأ أن يجني رجل ذكي هذا المال القليل جدًا. أصبح في خريف عام 1808 سكرتيرًا خاصًا للسير هوم بوفام، الذي كان يقود الأسطول باتجاه فليسنجن. وكان يخدم كابتن آندرو كينغ بحلول نهاية العام على متن إتش إم أس فينرابل في داونز. لم يوفِّقه إعجابه المُسبق بالبحر مع الحقائق البحرية. يقول إن «كتابة الشعر»، «أو فعل أي شيء عقلاني آخر، في هذا الجحيم الطائف، هو أقرب لاستحالةٍ أخلاقية. أنا مستعدٌ للاستغناء عن العالم لأكون في المنزل وأُكرس الشتاء لتأليف الكوميديا». كتب مقدمات ومحادثات لأعمال درامية على متن إتش إم أس فينرابل. نتج عن ذوقه الدرامي في السنوات التسع التالية محاولات في الكوميديا والقطع الأخف، والتي كانت جميعها تعاني من الافتقار لسهولة الحوار والأحداث والفكاهة المبالغ بتفصيلهما. ترك إتج إم إس فينيرابل في مارس 1809 عند ديل وتجوَّل في راماسجيت في كنت قبل العودة إلى منزله في تشيرتسي. كان قد أرسل لناشره إدوارد هووكام القليل من قصيدة نهر التمز والتي وسَّعها خلال السنوات لتصبح «عبقري التمز». انطلق في 29 مايو في بعثة لأسبوعين لتعقب مسار التمز من منبعه إلى تشيرتسي وقضى يومين أو ثلاثة في أوكسفورد.
سافر بيكوك إلى نورث ويلز في يناير 1810 حيث زار ترمدوق واستقر في ماينتورغ في ميريونيثشاير. انجذب في ماينتورغ إلى ابنة الكاهن جين جريفي، والتي أشار إليها باسم «حورية كايرنافونشير». في أوائل يونيو 1810، نُشرت عبقري التمز بواسطة ثوماس وإيدوارد هووكام. وتَرك ميينتورغ في أوائل عام 1811 ليذهب إلى منزله عبر ساوث ويلز. تسلَّق كادر إدريس وزار إيدوارد سكوت في بودتالوغ بالقرب من تيوين. وشملت رحلته آبريستويث وديفلز بريدج، سيراديجون. ولاحقًا في عام 1811، نَفِذ مرتب والدته السنوي وأُجبرت على الرحيل إلى تيشرتسي وانتقلت إلى مورفين كوتاج وريسبوري بالقرب من ستينز بمساعدة بعض الأصدقاء. وأُجبرا على ترك مورفين كوتاج بسبب مشاكل متعلقةٍ بدفع فواتير التجار.

## صداقته مع شيلي

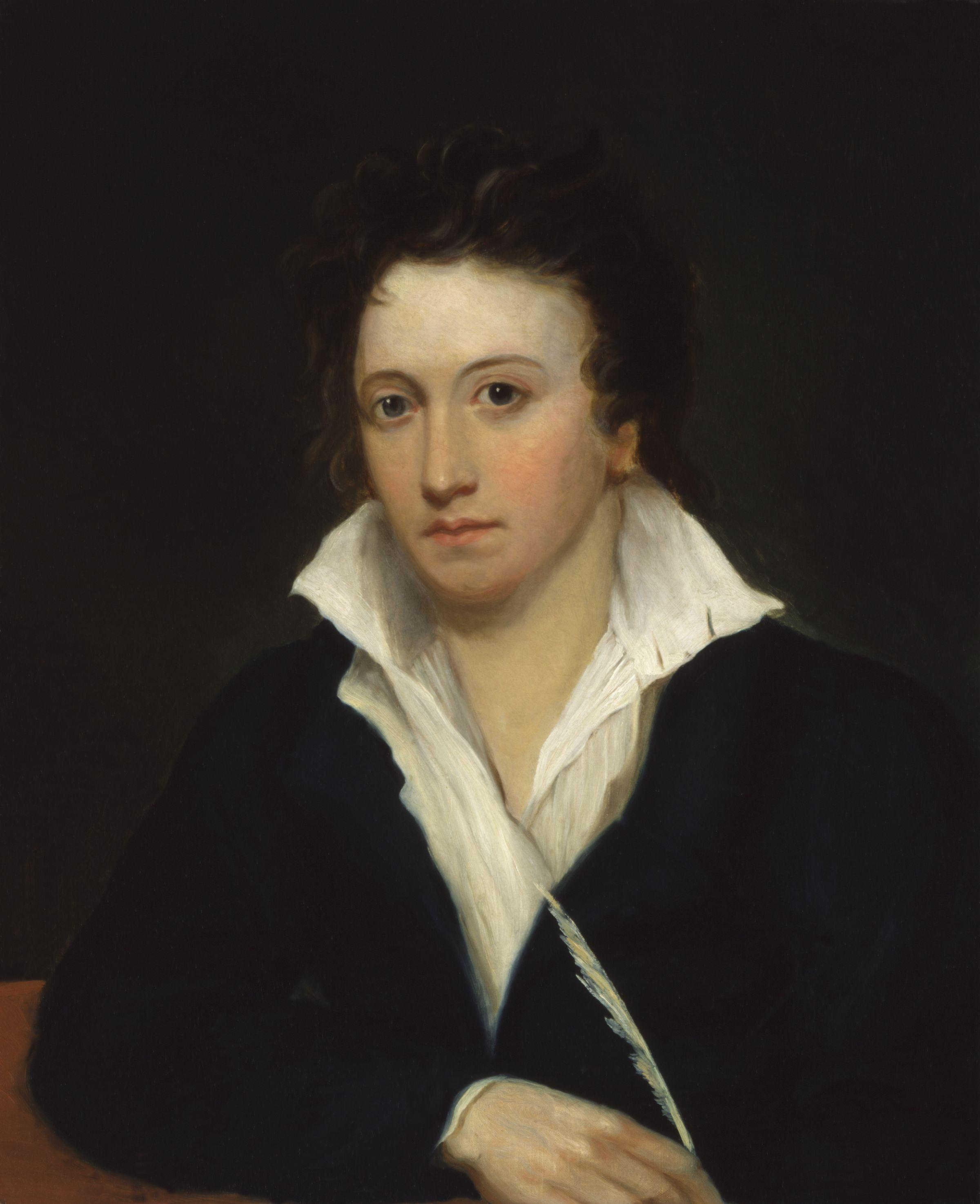
بيرسي بيش شيلي

نشر بيكوك عام 1812 قصدية مفصَّلةً أخرى، بعنوان فلسفة الكآبة، وتعرَّف على شيلي في نفس السنة. كتب في مذكراته عن شيلي قائلًا إنه «رأى شيلي للمرة الأولى قبل أن يذهب إلى تانيرالت»، حيث انطلق شيلي من لندن في نوفمبر 1812 (حياة شيلي لهوغ، المجلد 2، الصفحات 174 و175). كان توماس هوكهام الناشر لجميع كتابات بيكوك الأولى هو المسؤول عن المقدمة على الأرجح. استعمل شيلي مكتبة استئجار الكتب لهوكهام لعدة سنوات، وكان هوكهام قد أرسل عبقري التمز إلى شيلي، وفي مذكرات شيلي، في الصفحات 38-40، توجد رسالة من الشاعر يعود تاريخها إلى 18 أغسطس 1812، تمدح المزايا الشعرية للعمل وتستنكر بمبالغة ما اعتقد أنها الوطنية المضلَّلة للمؤلف. أصبح بيكوك وشيلي صديقين وأثَّر بيكوك في حظوظ شيلي قبل وفاته وبعدها.
رافق بيكوك شيلي وزوجته الأولى هاريت إلى أدنبرة في شتاء عام 1813. كان بيكوك معجبًا بهارييت، ودافع عن سمعتها عندما كبر في السن بسبب الافتراءات التي انتشرت بواسطة جين، أو ليدي شيلي، زوجة ابن ماري زوجة شيلي الثانية.
نشر بيكوك عام 1814 الأغنية الشعبية الساخرة سير بروتيوس، والتي ظهرت تحت الاسم المستعار «بّي. أم. أودونوفان، المحترم» التجأ شيلي إليه اثناء التشوش الذهني الذي سبق انفصاله عن هارييت.  بعدما ترك شيلي هارييت، أصبح بيكوك زائرًا يوميًا تقريبًا خلال شتاء 1814-1815 لشيلي وماري غودوين (ماري شيلي لاحقًا)، في مسكنهم في لندن. شاركهما بيكوك عام 1815 رحلتهما إلى منبع التمز. وكتب تشارلز كليرمونت، الأخ غير الشقيق لماري غودوين وعضوًا في المجموعة، «يبدو رجلًا ميالًا إلى الكسل؛ وهو في الواقع كذلك ظاهريًا في الصيف؛ ويعترف أنه لا يستطيع أن يلتزم بالدراسة، ويعتقد أن الأكثر فائدةً له باعتباره إنسانًا هو أن يكرس نفسه لجمال الفصل حتى انتهائه؛ كان يفرح فقط عندما يخرج من الصباح حتى المساء». وعندما اتَّخذ شيلي منزلًا له في بيشوبزغيت بالقرب من ويندسور بحلول سبتمبر عام 1815، كان بيكوك قد استقر في جريت مارلو. كتب بيكوك القاعة الرئيسية عام 1815، ونُشرت في السنة التالية. وجد بيكوك بعمله المجال الحقيقي لموهبته الأدبية في الرواية الساخرة، تتخللها كلمات مبهجة، أو غرامية، أو سردية، أو مَرحة.
كان بيكوك يمشي لزيارة شيلي بانتظام في بيشوبزغيت خلال شتاء 1815-1816. التقى هناك بتوماس جيفيرسون هوغ، و«كان الشتاء مجرد أسلوب أثيني. كانت دراساتنا إغريقية حصرًا». ذهب شيلي إلى خارج البلاد عام 1816، وبدا أن بيكوك كُلِّف بمهمة إيجاد منزل جديد لعائلة شيلي لبعض الوقت. وهيّأ لهم مكانًا بالقرب من منزله في جريت مارلو. حصل بيكوك على معاش من شيلي لبعض الوقت، وطُلب لإبعاد المتطفلين غير المصرح لهم من منزل شيلي المضياف. كان بيكوك يُستشار بخصوص التعديلات في لاون وكيثنا لشيلي، وكان لحماس بيكوك للشعر اليوناني بعض التأثير المحتمل على أعمال شيلي. قد يكون بالإمكان تتبع تأثير شيلي على بيكوك في قصيدة الأخير بعنوان رودودفن أو التعويذة السيسالية، المنشورة عام 1818 وكتب شيلي مراجعة مدحية عنها. كتب بيكوك أيضًا الروايات الساخرة في هذا الوقت مثل ميلينكورت المنشورة عام 1817 ودير الكابوس المنشورة عام 1818. قام شيلي برحلته الأخيرة إلى إيطاليا واتَّفق الصديقان على المراسلة المشتركة التي نتج عنها رسائل شيلي الوصفية الإبداعية المذهلة من إيطاليا، والتي قد لم تكن لتكتب بطريقة أخرى.
قال بيكوك لشيلي إنه «لم يشعر أن هذا الصيف المشرق» لعام 1818، «كان مناسبًا جدًا للمجهود الفكري؛» ولكن قبل أن ينتهي «كانت الأنهار، والقلاع، والغابات، والأديرة، والرهبان، والخادمات، والملوك، والبانديتي يرقصون أمامي مثل الحفلة التنكرية». كان يكتب في هذا الوقت روايته الرومانسية بعنوان الخادمة ماريان والتي أكملها ماعدا الفصول الثلاثة الأخيرة منها.

## روابط خارجية
- توماس لوف بيكوك على موقع الموسوعة البريطانية (الإنجليزية)
- توماس لوف بيكوك على موقع ميوزك برينز (الإنجليزية)
- توماس لوف بيكوك على موقع إن إن دي بي (الإنجليزية)